# Aviation, Space, and Environmental Medicine
L'Aviation, Space, and Environmental Medicine (ASEM) és una revista científica revisada per experts en el camp de la medicina aeronàutica i aeroespacial.
Va ser fundada com a Journal of Aviation Medicine el 1930 pel Doctor en Medicina Louis H. Bauer, i és publicada mensualment per l'Aerospace Medical Association, una organització sense ànim de lucre de metges, fisiòlegs, psicòlegs, infermeres, enginyers, i altres que treballen per resoldre els problemes de l'existència humana en ambients amenaçadors a sobre o sota terra o el mar, en l'aire o en l'espai exterior. Els articles científics originals revisats per experts en aquesta revista proporcionen l'última informació disponible sobre les investigacions en àrees com ara els canvis en la pressió ambient, el mareig per moviment, forces gravitacionals augmenten o disminueixen, les tensions tèrmiques, la visió, la fatiga, els ritmes circadians, l'estrès psicològic, entorns artificials, els predictors d'èxit, el manteniment de la salut, enginyeria de factors humans, l'atenció clínica, i altres. Aquesta revista també publica notes sobre notícies científiques i temes tècnics d'interès, i ofereix material didàctic i opinions dels professionals de la salut.
És la revista més utilitzada i citada en el seu camp, i es distribueix a més de 80 països.(ISSN 0095-991X) El 1959 el títol va canviar a Aerospace Medicine (ISSN 0001-9402) i el 1975 va iniciar amb la publicació actual amb el títol actual(ISSN 0095-6562)
La revista Aviation, Space, and Environmental Medicine es refereix sovint com «la revista blava»pels seus subscriptors.
Els continguts digitals dels darrers números de la revista (des del 2003) està disponible en línia a través d'IngentaConnect. Aquest contingut és gratuït per als membres de l'AsMA i està disponible per a compra a no membres. Un arxiu de DVD està disponible per la seva compra en l'AsMA. Arxivat 2009-04-21 a Wayback Machine. Aquest DVD conté tots els articles publicats en l'Aviation, Space, and Environmental Medicine abans del 2003, inclosos els títols predecessor de 1930.